# Hubertus de Saxe-Cobourg et Gotha (1909-1943)
Pour les articles homonymes, voir Hubertus de Saxe-Cobourg et Gotha (homonymie).
Titre
Prince héritier de Saxe-Cobourg et Gotha
9 mars 1932 – 26 novembre 1943
(11 ans, 8 mois et 17 jours)
Le prince Hubertus de Saxe-Cobourg et Gotha (Dietmar Hubertus Friedrich Wilhelm Philipp), né à Reinhardsbrunn, Friedrichroda, le 24 août 1909 et mort au combat à Velyki Mosty (actuellement en Ukraine) le 26 novembre 1943, est un pilote de courrier allemand et un membre de la Maison de Saxe-Cobourg et Gotha, qui régnait jusqu'en 1918 sur le duché éponyme dans l'Empire allemand.
Né prince de Grande-Bretagne et d'Irlande en qualité d'arrière-petit-fils de la reine Victoria, Hubertus perd ce titre après la Première Guerre mondiale. Lorsque son frère aîné, Jean-Léopold, renonce à ses droits pour épouser une roturière, Hubertus devient l'héritier présomptif de sa maison en 1932 et ne s'est jamais marié.
Hubertus rejoint le parti nazi lors du début de la Seconde Guerre mondiale, en dépit de son opposition à Adolf Hitler et au nazisme. Il sert comme pilote dans l'armée allemande sur le front de l'Est jusqu'à ce qu'il soit tué au combat en 1943. Il est l'oncle maternel du roi de Suède Charles XVI Gustave.

## Biographie

### Famille

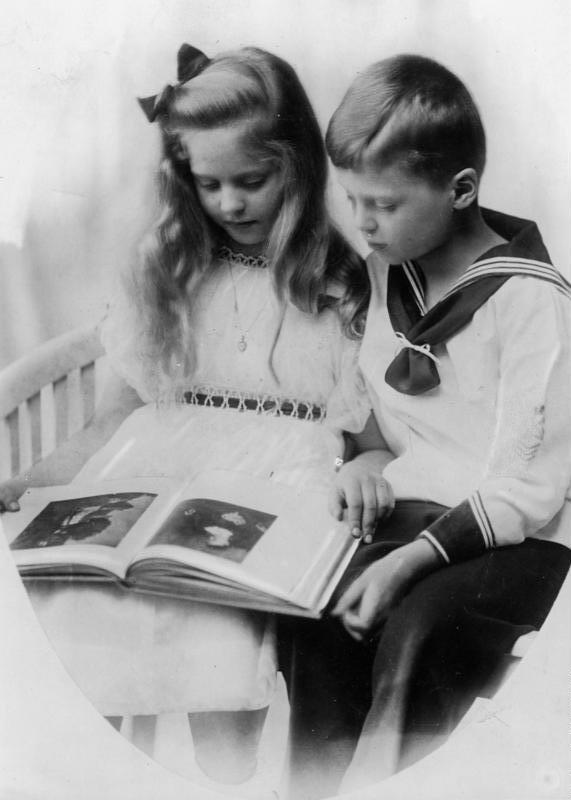
Le prince Hubertus avec sa sœur Sibylle en 1917.

Le prince Hubertus est né le 24 août 1909 au château de Reinhardsbrunn, une des propriétés de ses parents en Thuringe, dans le duché de Saxe-Cobourg et Gotha dans l'Empire allemand,,,,,.
Une salve de 72 coups de canon célèbre l'événement au château de Friedenstein, à Gotha, quarante minutes après la naissance du prince.
Hubertus, dont le prénom se réfère à saint Hubert, patron des chasseurs, est le second fils et le troisième des cinq enfants du duc souverain Charles-Edouard de Saxe-Cobourg-Gotha (1884-1954) et de la princesse Victoria Adélaïde de Schleswig-Holstein-Sonderburg-Glücksburg (1885-1970). Il est baptisé « Dietmar Hubertus Friedrich Wilhelm Philipp » le 21 septembre suivant. Son grand-père maternel, Frédéric-Ferdinand de Schleswig-Holstein-Sonderbourg-Glücksbourg (1855-1934), est son parrain,,.
En plus de diriger un État de l'Empire allemand, Charles-Édouard est un pair britannique et un prince britannique en qualité de petit-fils de la reine Victoria. À l'instar des souverains de l'Empire allemand, le duc Charles-Édouard perd son trône de Saxe-Cobourg et Gotha pendant la révolution allemande de 1918-1919, puis il est déchu de ses titres britanniques en 1919 pour avoir pris le parti de l'Allemagne pendant la Première Guerre mondiale,.
Hubertus a un frère aîné, le prince héréditaire Jean-Léopold de Saxe-Cobourg et Gotha (1906-1972), qui est l'héritier présomptif de leur père, et trois autres frères et sœurs : Sibylle de Saxe-Cobourg et Gotha (1908-1972), Caroline Mathilde de Saxe-Cobourg et Gotha (1912-1983) et Frédéric-Josias de Saxe-Cobourg et Gotha (1918-1998),,. Bien que Charles Édouard ait été élevé en tant que britannique et que la famille s'exprimait principalement en anglais à la maison, Hubertus parlait couramment l'allemand, tout comme ses frères et sœurs. Sujet à de la timidité, il est le favori de sa famille. Il est particulièrement proche de sa sœur Sibylle et demeure son confident à l'âge adulte. Les enfants sont élevés strictement et vivent dans la peur de leur père, qui dirigeait sa famille « comme une unité militaire ».

### Jeunesse

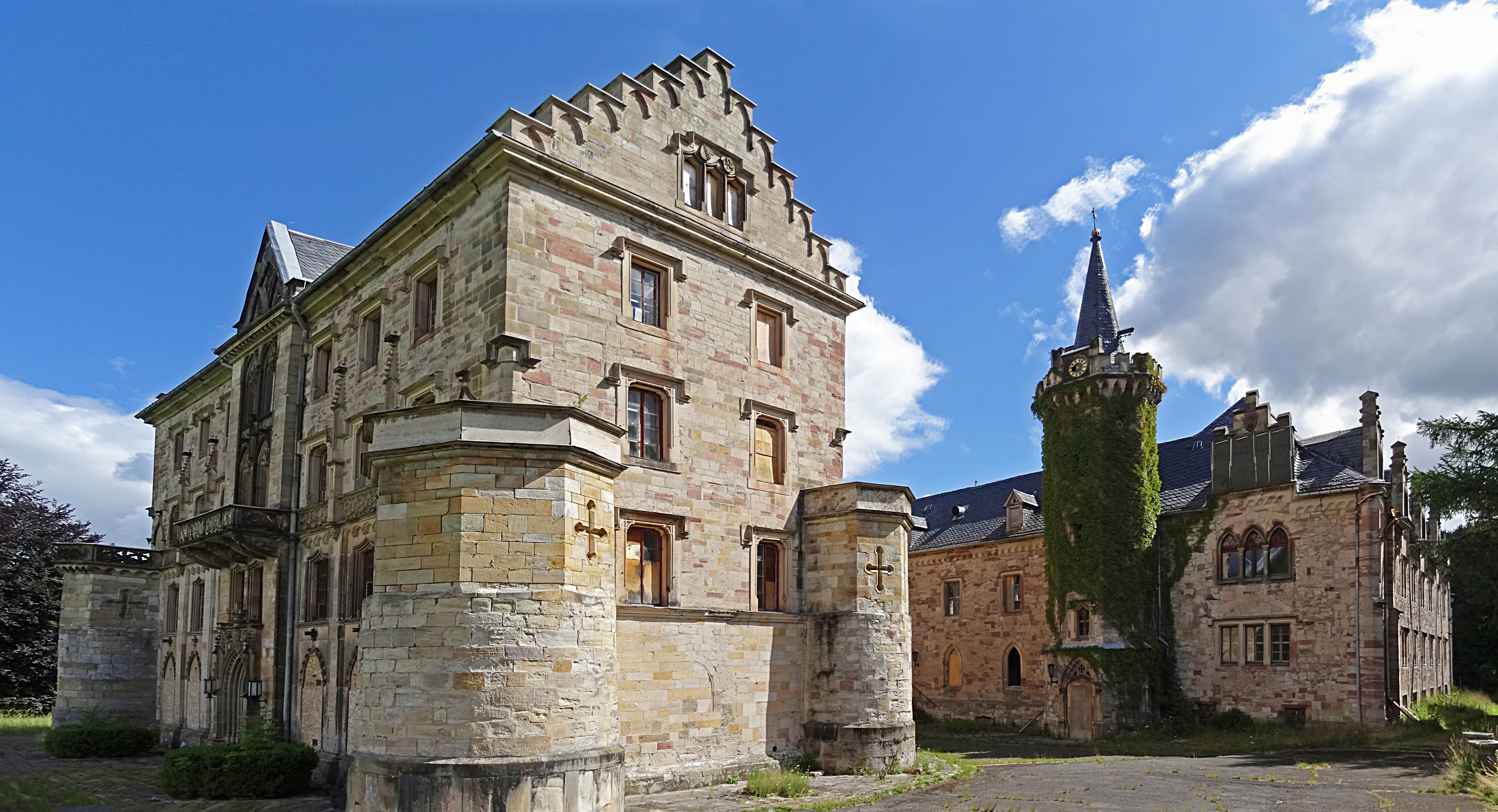
Le château de Reinhardsbrunn où est né le prince Hubertus.

Le prince Hubertus reçoit une éducation privée avant de s'inscrire au Gymnasium Casimirianum de Cobourg. Il étudie ensuite l'architecture à l'université de Carlsruhe, puis, après 1930, le droit. Selon Harald Sandner, biographe du duc Charles-Édouard, il est devenu évident au cours des études que le prince Hubertus était homosexuel, mais son orientation sexuelle est restée secrète.
Lorsque son frère, le prince héréditaire Jean-Léopold renonce à ses droits de succession pour épouser Feodora von der Horst, une roturière, le 9 mars 1932, Hubertus devient le nouvel héritier apparent du défunt trône de Saxe-Cobourg et Gotha,. La même année, le 19 octobre, Hubertus assiste à Cobourg au mariage de sa sœur Sibylle avec le prince héritier de Suède Gustaf Adolphe, duc de Västerbotten, restant près de la mariée pendant la cérémonie. Hubertus lui-même n'était pas disposé à se marier,.

### Seconde Guerre mondiale

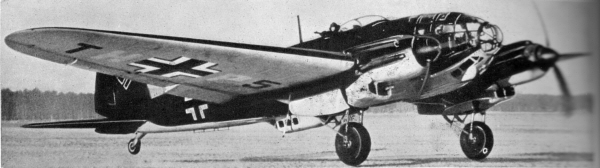
Un Heinkel He 111 comme celui à bord duquel le prince Hubertus est abattu en 1943.

Le père du prince Hubertus, le duc Charles-Édouard, était un ardent partisan d'Adolf Hitler. Toute la famille accueille avec enthousiasme la montée du nationalisme allemand. Bientôt, cependant, Hubertus et sa mère, la duchesse Victoria Adélaïde, ont commencé à déplorer l'essor du parti nazi. Après avoir été témoin de la persécution des Juifs, le prince Hubertus s'est vu interdire d'en discuter chez lui. La Seconde Guerre mondiale éclate en septembre 1939 et tous les fils de Charles-Édouard sont enrôlés dans l'armée allemande (Wehrmacht). Le prince Hubertus est officiellement devenu membre du parti nazi le 19 octobre 1939, mais est resté opposé à Hitler jusqu'à son dernier jour. En 1940, Hitler a publié le Prinzenerlass, un décret interdisant aux membres des anciennes familles régnantes d'Allemagne de servir activement dans la Wehrmacht, craignant que cela n'augmente la sympathie du public pour les dynasties déchues et ne menace son emprise sur le pouvoir. Cependant, la loyauté du duc Charles-Édouard envers Hitler était telle que le décret ne s'appliquait pas aux fils du duc. Pendant la guerre, il a même été rapporté qu'Hitler envisageait d'élever Hubertus au rang de Gauleiter pour le Royaume-Uni.

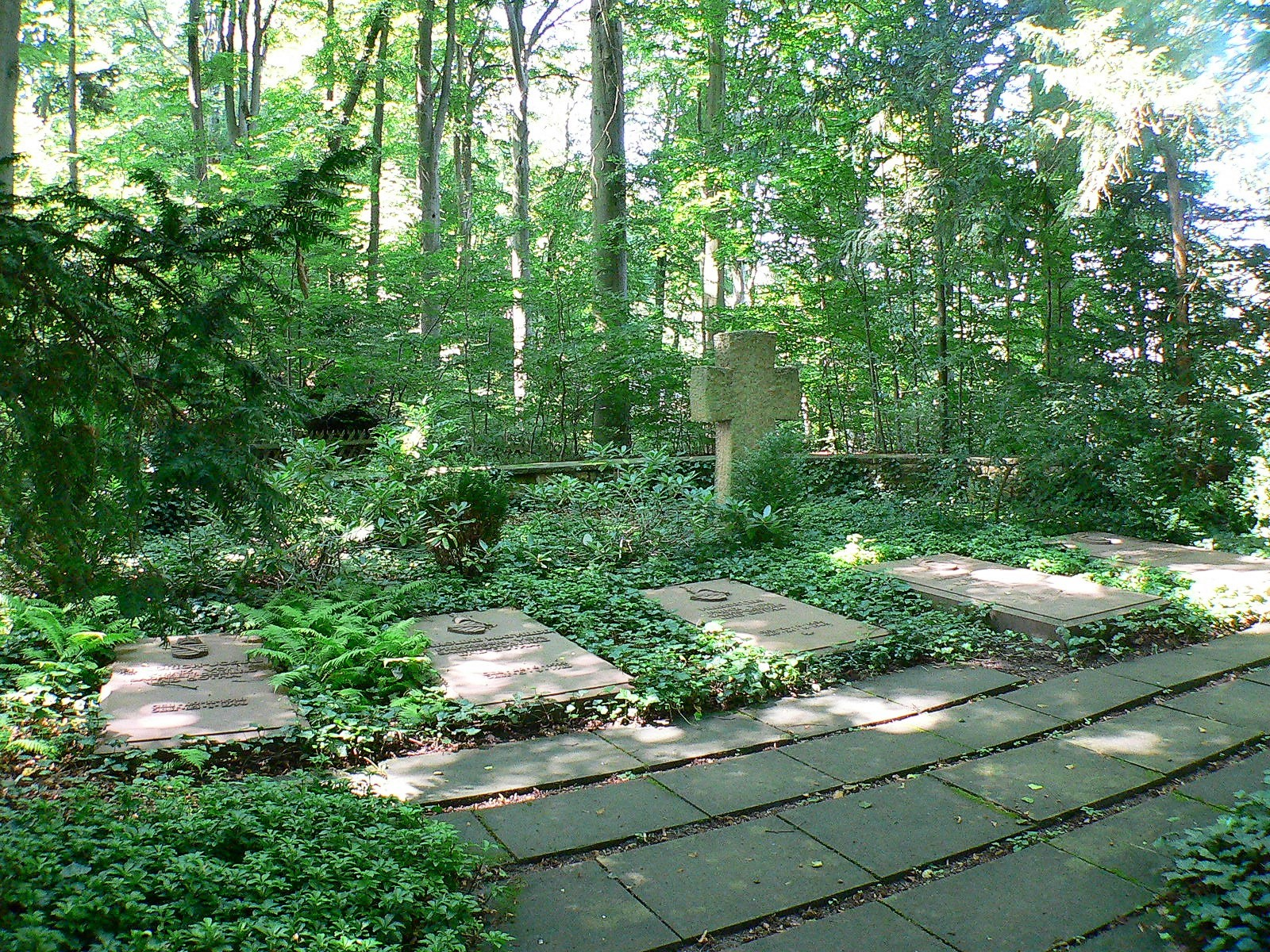
Les sépultures d'Hubertus et de ses frères et sœur au château de Callenberg.

Le prince Hubertus est un aviateur accompli. Servant dans la Luftwaffe en tant que pilote de courrier sur le front de l'Est, Hubertus obtient le grade d'Oberleutnant (pilote principal). À l'âge de 34 ans, il est tué au combat lorsque son avion, un Heinkel He 111, est abattu par l'armée de l'air soviétique le 26 novembre 1943 à Velyki Mosty, alors en Pologne occupée, et en Ukraine aujourd'hui. C'était son dernier vol, en qualité de commandant d'escadron de préparation à un vol de déploiement spécial, avant que le prince ne soit réaffecté. Un service funèbre a lieu quatre jours plus tard dans le hall IV de la base aérienne de Lötzen en Prusse orientale, en présence du lieutenant-général Walter von Gündel, commandant de l'Oberkommando des Heeres. La nouvelle de sa mort est diffusée en Europe, par la radio suisse, le 3 décembre. Le prince Hubertus est inhumé le lendemain au cimetière de la famille Cobourg dans le parc du château de Callenberg. Le plus jeune fils du couple ducal, le prince Frédéric-Josias, lui succède comme héritier présomptif.

### Souvenir
La princesse Sibylle de Suède est bouleversée par la mort de son frère préféré. Le 30 avril 1946, après avoir mis au monde quatre filles, elle donne naissance à un fils, l'héritier tant attendu du trône de Suède, et le prénomme « Carl Gustaf Folke Hubertus ». Il devient le 15 novembre 1973 le roi Charles XVI Gustave de Suède. Le 9 septembre 2016, lorsque le petit-fils du roi Charles XVI Gustave est baptisé Alexander Erik Hubertus Bertil, le choix du prénom Hubertus est critiqué par le journaliste Henrik Arnstad en raison de l'appartenance du prince Hubertus au parti nazi. Arnstad est réprimandé pour ses critiques par le commentateur politique Ivar Arpi.

## Titres et honneurs

### Titulature
Hubertus est nommé « Son Altesse le Prince Hubertus de Saxe-Cobourg et Gotha ». Étant membre de la maison de Wettin, il porte également le titre de duc de Saxe. En tant qu'arrière-petit-fils masculin d'un monarque britannique, Hubertus est également prince de Grande-Bretagne et d'Irlande, jusqu'à ce que l'utilisation du titre soit limitée aux enfants et petits-enfants d'un monarque par lettres patentes de 1917.
- 24 août 1909 — 28 mars 1919 : Son Altesse le prince Hubertus de Saxe-Cobourg et Gotha, duc de Saxe, prince de Grande-Bretagne et d'Irlande.
- 28 mars 1919 — 9 mars 1932 : Son Altesse le prince Hubertus de Saxe-Cobourg et Gotha, duc de Saxe.
- 9 mars 1932 — 26 novembre 1943 : Son Altesse le prince héréditaire Hubertus de Saxe-Cobourg et Gotha, duc de Saxe.

### Honneurs
- Chevalier de l'ordre des Séraphins (Suède)[1] ;
- Chevalier d'honneur de l'ordre protestant de Saint-Jean (Empire allemand)[1].

## Ascendance
|  |                                                                      |  |  |  |  |  |  |  |  |  |  |  |  |
|  | 8. Albert de Saxe-Cobourg-Gotha                                      |  |  |  |  |  |  |  |  |  |  |  |  |
|  |                                                                      |  |  |  |  |  |  |  |  |  |  |  |  |
|  |                                                                      |  |  |  |  |  |  |  |  |  |  |  |  |
|  | 4. Léopold d'Albany                                                  |  |  |  |  |  |  |  |  |  |  |  |  |
|  |                                                                      |  |  |  |  |  |  |  |  |  |  |  |  |
|  |                                                                      |  |  |  |  |  |  |  |  |  |  |  |  |
|  | 9. Victoria du Royaume-Uni                                           |  |  |  |  |  |  |  |  |  |  |  |  |
|  |                                                                      |  |  |  |  |  |  |  |  |  |  |  |  |
|  |                                                                      |  |  |  |  |  |  |  |  |  |  |  |  |
|  | 2. Charles-Édouard de Saxe-Cobourg et Gotha                          |  |  |  |  |  |  |  |  |  |  |  |  |
|  |                                                                      |  |  |  |  |  |  |  |  |  |  |  |  |
|  |                                                                      |  |  |  |  |  |  |  |  |  |  |  |  |
|  | 10. Georges-Victor de Waldeck-Pyrmont                                |  |  |  |  |  |  |  |  |  |  |  |  |
|  |                                                                      |  |  |  |  |  |  |  |  |  |  |  |  |
|  |                                                                      |  |  |  |  |  |  |  |  |  |  |  |  |
|  | 5. Hélène de Waldeck-Pyrmont                                         |  |  |  |  |  |  |  |  |  |  |  |  |
|  |                                                                      |  |  |  |  |  |  |  |  |  |  |  |  |
|  |                                                                      |  |  |  |  |  |  |  |  |  |  |  |  |
|  | 11. Hélène de Nassau                                                 |  |  |  |  |  |  |  |  |  |  |  |  |
|  |                                                                      |  |  |  |  |  |  |  |  |  |  |  |  |
|  |                                                                      |  |  |  |  |  |  |  |  |  |  |  |  |
|  | 1. Hubertus de Saxe-Cobourg et Gotha                                 |  |  |  |  |  |  |  |  |  |  |  |  |
|  |                                                                      |  |  |  |  |  |  |  |  |  |  |  |  |
|  |                                                                      |  |  |  |  |  |  |  |  |  |  |  |  |
|  | 12. Frédéric de Schleswig-Holstein-Sonderbourg-Glücksbourg           |  |  |  |  |  |  |  |  |  |  |  |  |
|  |                                                                      |  |  |  |  |  |  |  |  |  |  |  |  |
|  |                                                                      |  |  |  |  |  |  |  |  |  |  |  |  |
|  | 6. Frédéric-Ferdinand de Schleswig-Holstein-Sonderbourg-Glücksbourg  |  |  |  |  |  |  |  |  |  |  |  |  |
|  |                                                                      |  |  |  |  |  |  |  |  |  |  |  |  |
|  |                                                                      |  |  |  |  |  |  |  |  |  |  |  |  |
|  | 13. Adélaïde de Schaumbourg-Lippe                                    |  |  |  |  |  |  |  |  |  |  |  |  |
|  |                                                                      |  |  |  |  |  |  |  |  |  |  |  |  |
|  |                                                                      |  |  |  |  |  |  |  |  |  |  |  |  |
|  | 3. Victoria-Adélaïde de Schleswig-Holstein-Sonderbourg-Glücksbourg   |  |  |  |  |  |  |  |  |  |  |  |  |
|  |                                                                      |  |  |  |  |  |  |  |  |  |  |  |  |
|  |                                                                      |  |  |  |  |  |  |  |  |  |  |  |  |
|  | 14. Frédéric-Auguste de Schleswig-Holstein-Sonderbourg-Augustenbourg |  |  |  |  |  |  |  |  |  |  |  |  |
|  |                                                                      |  |  |  |  |  |  |  |  |  |  |  |  |
|  |                                                                      |  |  |  |  |  |  |  |  |  |  |  |  |
|  | 7. Caroline-Mathilde de Schleswig-Holstein-Sonderbourg-Augustenbourg |  |  |  |  |  |  |  |  |  |  |  |  |
|  |                                                                      |  |  |  |  |  |  |  |  |  |  |  |  |
|  |                                                                      |  |  |  |  |  |  |  |  |  |  |  |  |
|  | 15. Adélaïde de Hohenlohe-Langenbourg                                |  |  |  |  |  |  |  |  |  |  |  |  |
|  |                                                                      |  |  |  |  |  |  |  |  |  |  |  |  |
|  |                                                                      |  |  |  |  |  |  |  |  |  |  |  |  |